# Assassin (rapgroep)

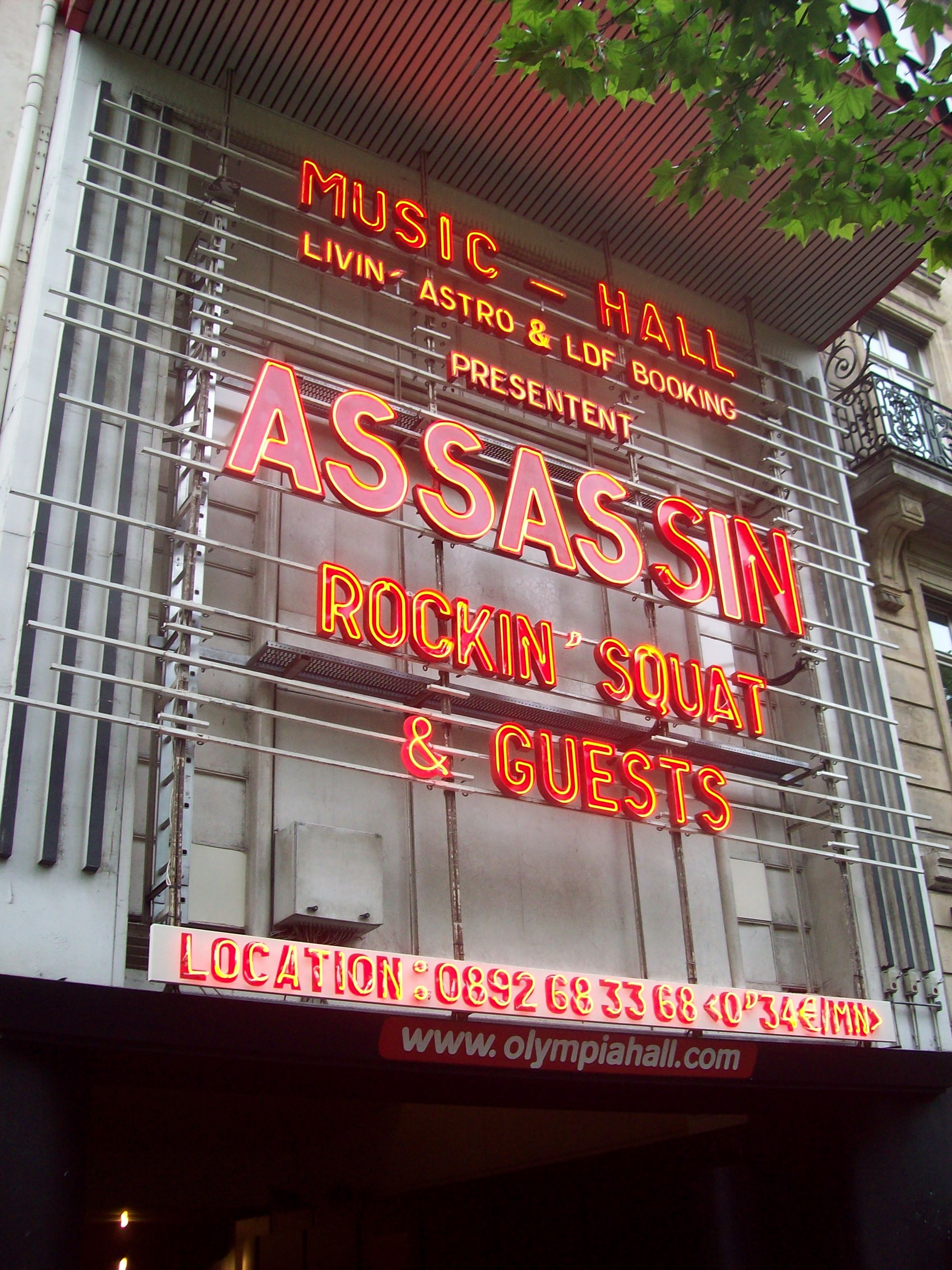
Aankondiging van optreden van Assassin in de Olympiahal (Parijs), 2009

Assassin is een Hardcore rapgroep uit Frankrijk. De groep is opgericht in 1985 door de rapper Rockin' Squat. Eerst begon het als solo-act, maar het duurde niet lang of Doctor L en DJ Clyde werden aan de groep toegevoegd. Met hun muzikaal talent en kritische teksten bestormt de groep Frankrijk als een van de eerste rapformaties.
Assassin staat er al meer dan 15 jaar bekend om problemen uit de Franse getto's aan te kaarten bij het grote publiek. De muziek van de groep probeert de positievere kanten van hiphop te tonen. De rapper Rockin' Squat wordt dan ook veelal vergeleken met de Amerikaanse rappers KRS-One of Chuck D.

## Discografie
- 1991 : "Note mon nom sur ta liste" (Maxi)
- 1993 : "Le futur que nous reserve-t-il?" (album) (Assassin Productions/Delabel)
- 1993 : "Non à cette éducation" (EP)
- 1995 : "L'homicide volontaire" (album) (Assassin Productions/Delabel)
- 1995 : "L'odyssée suit son cours" (maxi)
- 1995 : "Shoota Babylone" (maxi)
- 1996 : "Ecrire contre l'oubli" (EP)
- 1996 : "Underground Connexion" (maxi)
- 1998 : "Wake up" (maxi)
- 2000 : "Touche d'espoir" (album) (Assassin Productions/Delabel)
- 2001 : "Perspective" (maxi)
- 2001 : "Assassin live" (album live à l'Olympia)
- 2004 : "Perles rares ( 1989 - 2002 ) (Livin'Astro)
- 2004 : "Le futur que nous reserve-t-il?"(Réédition) (Livin'Astro)
- 2005 : "Touche d'espoir" (Edition 2005) (Livin'Astro)
- 2005 : "Note mon nom sur ta liste" (Herdrukte uitgave) (Livin'Astro)
- 2006 : "Academie Mythique" (Best-off cd & dvd) (Livin' Astro)